# Karolina Calhoun
Karolina Elizabeth Calhoun (Long Beach, 29 de outubro de 1999) é uma patinadora artística estadunidense e brasileira, que competiu representando o Brasil. Karolina foi a primeira patinadora brasileira a representar o país na modalidade dança no gelo.

## Vida pessoal
Filha de pai estadunidense e mãe brasileira, Karolina nasceu em Long Beach, na Califórnia. Ela começou a patinar aos cinco anos.

## Carreira
Aos sete anos, Calhoun passou das lições em grupo a aulas particulares de patinação no gelo. Desde então, a jovem começou a competir domesticamente nos Estados Unidos pelas categorias de base da USFS até conquistar, em 2013, a medalha de ouro no Campeonato Nacional Americano, categoria juvenil. Contudo, segundo relato da própria atleta, ela já expressava o desejo de defender o Brasil internacionalmente antes mesmo de se destacar no circuito americano, devido a seu contato frequente com a família da mãe, de Minas Gerais. Seu grande objetivo no esporte era representar o Brasil nos Jogos Olímpicos de Inverno de 2018.
Em julho de 2014, Karolina e mais cinco patinadores residentes nos Estados Unidos com cidadania brasileira foram convidados para uma seletiva da Confederação Brasileira de Desportos no Gelo com o objetivo de formar uma equipe de base para representar o país nas competições de patinação artística. A atleta foi selecionada e, na temporada seguinte, representou o país pela primeira vez na categoria advanced novice no Chesapeake Open, onde conquistou a prata. Contudo, após sofrer uma fratura na vértebra C4, a jovem teve que abandonar a categoria individual feminina por conta dos riscos apresentados na execução de saltos, migrando na temporada seguinte para dança no gelo, formando assim a primeira dupla do país na modalidade com Logan Leonesio.
Calhoun e Leonesio competiram no circuito Grand Prix Júnior com o objetivo de conseguir a pontuação mínima para representar o país no Mundial Júnior, porém não atingiram os índices. Sem sucesso na classificação, Logan abandonou o esporte e Karolina iniciou uma nova parceria com Michael Valdez, disputando novamente o JGP. Embora tenham conseguido os índices mínimos na dança curta, não obtiveram o mesmo sucesso na dança livre. Na temporada seguinte, que exigiria a mudança obrigatória da dupla para a categoria sênior por limite de idade, porém sem perspectiva de competividade, a parceria foi encerrada e Karolina se aposentou no esporte.

## Programas

### Com Michael Valdez
| Temporada | Dança curta (SD)                                                                                      | Dança livre (FD)                                                                       | Ref. |
| --------- | --- | -------------------------------------------------------------------------------------- | ---- |
| 2017-2018 | - Cha Cha: Smooth por Santana - Rhumba: Mariposa por Mana - Samba: Rumba del Bongo por Contiga Me Voy | Romeo and Juliet - Eternal Love - Forbidden Love - Cheek Of Night de Abel Korzeniowski |      |

### Com Logan Leonesio
| Temporada | Dança curta (SD)                                                         | Dança livre (FD)                                   | Ref.  |
| --------- | ------------------------------------------------------------------------ | -------------------------------------------------- | ----- |
| 2016-2017 | - Blues: Man in the Mirror - Hip Hop: Black or White por Michael Jackson | - Eternal Flame - All or Nothing por Brand X Music | [ 6 ] |

## Principais resultados

### Com Michael Valdez
| Evento/Temporada      | 17-18                 |
| Internacionais Júnior | Internacionais Júnior |
| --------------------- | --------------------- |
| JGP Itália            | 15º                   |
| Bavarian Open         | 14º                   |

### Com Logan Leonesio
| Evento/Temporada          | 16-17                 |
| Internacionais Júnior     | Internacionais Júnior |
| ------------------------- | --------------------- |
| JGP Japão                 | 11º                   |
| JGP França                | 16º                   |
| Lake Placid International | 11º                   |

### No individual feminino
| Evento/Temporada                        | 11/12          | 12/13          | 13/14          | 14/15          | 15/16          |
| Internacionais                          | Internacionais | Internacionais | Internacionais | Internacionais | Internacionais |
| --------------------------------------- | -------------- | -------------- | -------------- | -------------- | -------------- |
| Chesapeake Open                         |                |                |                |                | N              |
| Glacier Falls                           |                | JUV            |                |                |                |
| Nacionais                               |                |                |                |                |                |
| Campeonato Americano                    |                | JUV            |                |                |                |
| Pacific Coast Sectionals                |                | JUV            | 8º INT         | 5º N           |                |
| Southwest Pacific Regionals             | 10º JUV        | 4º JUV         | 3º INT         |                |                |
| JUV=Juvenil; INT=Intermediate; N=Novice |                |                |                |                |                |